# 무스타파 3세
무스타파 3세(오스만 튀르크어: مصطفى ثالث, 튀르키예어: III. Mustafa, 1717년 1월 28일 ~ 1774년 1월 21일)은 오스만 제국의 칼리파로서 1757년 즉위했다. 그는 술탄 아메드 3세의 아들이었다. 그는 에디르네에서 태어났다.
항상 열정적이고 모든 일을 분석적으로 해결했던 것으로 알려진 그는 군대를 근대화하고 국가 직속으로 체계 정비를 하며 유럽의 강대국으로 성장시켰다.
불행하게도 오스만 제국이 많이 쇠약해져 그의 노력이 수포로 돌아간 경우가 많았으나 행정적으로 변화를 꾀했다. 그러나 보수적이던 예니세리의 모반이 즉각적으로 일어났고 술탄 스스로가 직접 나서 장수들을 만나고 모든 병력과 부서의 근대화를 지시했다. 수학 전문 연구기관을 만드는 한편 항해술과 과학기술 기관도 생겨났다.
그는 군사적으로 스스로를 호위할 세력이 부재하다는 것을 알았기 때문에 전쟁을 피하게 됐고 러시아와의 크림 전쟁에서 패할 수밖에 없었다. 그러나 이는 폴란드 공격까지 이어져 술탄 스스로 전쟁을 선포했다. 그러나 머지 않아 그가 죽는다.
프랑스의 철학자 볼테르를 비롯해 러시아 황제의 비난을 많이 받았으며 볼테르는 그를 지방 덩어리에 무지한 자라고 모욕했다.
그는 이스탄불의 토프카피 궁전에서 숨을 거뒀다.